# خط طول 163° غرب
خط طول 163° غرب هو أحد خطوط الطول الجغرافية، والتي تمتد من القطب الشمالي الجغرافي إلى القطب الجنوبي الجغرافي، وحسب التحويل الزمني يتأخر خط طول 163° غرب عن خط غرينتش بـ10 ساعة و52 دقيقة.

## من القطب إلى القطب
ينطلق خط طول 163° غرب من القطب الشمالي نحو القطب الجنوبي مرورا بالمناطق التي ترد في الجدول التالي:
| الإحداثيات                           | البلد أو الإقليم أو البحر | ملاحظات |
| ------------------------------------ | ------------------------- | --- |
| 90°0′N 163°0′W / 90.000°N 163.000°W  | المحيط المتجمد الشمالي    | |
| 71°42′N 163°0′W / 71.700°N 163.000°W | بحر تشوكشي                | |
| 69°46′N 163°0′W / 69.767°N 163.000°W | الولايات المتحدة          | ألاسكا |
| 67°2′N 163°0′W / 67.033°N 163.000°W  | بحر تشوكشي                | Kotzebue Sound |
| 66°5′N 163°0′W / 66.083°N 163.000°W  | الولايات المتحدة          | ألاسكا — "شبه جزيرة سيوارد" |
| 64°33′N 163°0′W / 64.550°N 163.000°W | بحر بيرنغ                 | Norton Sound |
| 63°5′N 163°0′W / 63.083°N 163.000°W  | الولايات المتحدة          | ألاسكا |
| 59°53′N 163°0′W / 59.883°N 163.000°W | بحر بيرنغ                 | مرورا بشرق Amak Island، ألاسكا, الولايات المتحدة (في 55°25′N 163°7′W / 55.417°N 163.117°W) |
| 55°14′N 163°0′W / 55.233°N 163.000°W | الولايات المتحدة          | ألاسكا — شبه جزيرة ألاسكا |
| 55°4′N 163°0′W / 55.067°N 163.000°W  | المحيط الهادئ             | مرورا بشرق أونيماك (جزيرة)، ألاسكا, الولايات المتحدة (في 54°40′N 163°3′W / 54.667°N 163.050°W) · مرورا بغرب Sanak Island، ألاسكا, الولايات المتحدة (في 54°27′N 162°50′W / 54.450°N 162.833°W) · مرورا بشرق Suwarrow atoll, جزر كوك (في 13°26′S 163°2′W / 13.433°S 163.033°W) · مرورا بشرق جزيرة بالمرستون, جزر كوك (في 18°4′S 163°9′W / 18.067°S 163.150°W) |
| 60°0′S 163°0′W / 60.000°S 163.000°W  | المحيط الجنوبي            | |
| 78°12′S 163°0′W / 78.200°S 163.000°W | القارة القطبية الجنوبية   | منطقة روس، المطالب الإقليمية بالقارة القطبية الجنوبية by نيوزيلندا |